# ひとりじめマイヒーロー
『ひとりじめマイヒーロー』は、ありいめめこによる日本の漫画作品。『gateau』（一迅社）にて2011年6月より連載中。『ひとりじめボーイフレンド』の続編となるスピンオフ作品。「全国書店員が選んだおすすめBLコミック2015」では第7位を受賞。2021年5月時点でシリーズ累計発行部数は200万部を突破している。

## あらすじ
自分の『居場所』を求めていたヘタレヤンキーの勢多川正広は"熊殺し"の異名を持つ高校教師、大柴康介と出会う。康介に憧れを抱き舎弟になった正広だが、高校1年生になったある日「お前の気持ちには答えられない」と告げられる。突然の出来事に困惑する正広だったが、徐々に康介に対する憧れ以上の気持ちを自覚し始める。自分の問題は抱え込んでばかりで他人を頼れない正広に対し、自分の腕の中で泣かせ幸せにしたいと願っていた康介。かけがえのない「ヒーロー」に出会う事で始まる物語が、繊細な心理描写と個性豊かなキャラたちと共に描かれていく。

## 登場人物
声優は、ドラマCD版 / テレビアニメ版の順で記載。
大柴 康介（おおしば こうすけ）
声 - 前野智昭 / 同左
身長：183cm / 誕生日：8月8日（しし座） / 血液型：O型
健介の兄。数学教師。口元のほくろが特徴。喫煙者。ケンカが強く、近隣の不良グループや暴走族を片っ端から更生と称しては潰して回っているため、「熊殺し」の異名を持つ。序盤で臨時教員として正広たちの高校に赴任する（アニメ版では終盤で正式採用となっている）。
勢多川 正広（せたがわ まさひろ）
声 - 増田俊樹 / 同左
身長：176cm / 誕生日：1月15日（やぎ座） / 血液型：A型
2年3組。金髪にピアスといった見た目だが、自分に自信が持てないヘタレヤンキー。料理上手で世話焼き気質な一面を持っており、大柴家の家事はほとんど勢多川がこなしている。ラーメン屋でバイトをしている。
支倉 麻也（はせくら あさや）
声 - 立花慎之介 / 同左、小清水亜美（小学生）
身長：180cm / 誕生日：10月30日（さそり座） / 血液型：B型
2年7組。頭が良く、かなりの美形で、校内に「支倉教」という支倉を拝め奉る宗教が存在するほど女子にモテるが、当の本人は健介にしか興味がない。大食いだがいくら食べても太らない。運動と猫が苦手。
大柴 健介（おおしば けんすけ）
声 - 松岡禎丞 / 同左、清水彩香（小学生）
身長：170cm（自己申告）、実際160cmくらい / 誕生日：4月15日（おひつじ座） / 血液型：O型
2年3組。康介の弟であり、支倉とは小学校からの幼なじみ（正広とも同じ小学校らしい）。明るく元気なムードメーカー。
福重 満
声 - 酒井広大 / 山下大輝
身長：170cm / 誕生日：1月28日（みずがめ座） / 血液型：AB型
2年3組。勢多川、健介、支倉の同級生。あだ名はシゲ。ヘアピンが特徴。人間観察が趣味のお調子者。正広と康介の関係を知った際に不用意な発言をしたことで一時期正広たちと疎遠になるが、後に和解した。
山部 剛
声 - 内田雄馬 / 安達勇人
身長：177cm / 誕生日：10月23日（てんびん座） / 血液型：A型
2年3組。勢多川、健介、支倉の同級生。常に首に巻いているスカーフと「〜だべ」という語尾が特徴。
吉田 次郎
声 - 西山宏太朗 / 山下誠一郎
身長：174cm / 誕生日：7月2日（かに座） / 血液型：A型
2年7組。勢多川、健介、支倉の同級生。真面目で成績優秀であるため、あだ名は委員長。
弓家 侑成
声 - 八代拓 / 白井悠介
2年7組。勢多川が康介や健介たちと距離を置いていた際にメシ担当として仲間入り。あだなはゆんげ。得意料理はイタリアン。いろいろと未知数。
大柴 美保
声 - 河合紗希子 / 植田佳奈
康介、健介の母。カラオケ好きだが料理は苦手で、家事は正広に任せている。アニメ版では出番が増えており、作った料理や食べた際のリアクションがモザイクで表現されるなど料理が苦手な面が強調されている。
夏生
声 - 高橋伸也 / 羽多野渉
康介の大学時代の後輩で、康介や宝城夫婦が行きつけのバー「Mary」のバーテンダー。康介に意味深な感情を抱いており、彼と正広の関係を否定的に見ている。
宝城 常人
声 - 内匠靖明 / 近藤孝行
彩香（支倉の姉）の夫で、康介の友人。刑事だが下着好きの変態。
宝城 彩香
声 - 水杜明寿香 / 小清水亜美
支倉の姉で常人の妻。
松沢 モニカ
声 - 安井咲希 / 清水彩香
勢多川、健介、支倉の同級生。彩香に一目惚れ。
良子
声 - 葉山ゆりか / 藤田茜
トオル
声 - 井之上輔 / 藤巻大悟
正広が中学時代につるんでいた不良グループのリーダー。グループを抜けた正広を連れ戻そうとするが、康介とのひと悶着の末に手を引いた。アニメ版ではやや理解ある性格として描かれており、最終回のエンディングでは矢橋と共に運送会社で働いている様子が描かれている。
勢多川 恵
声 - 亀中理恵子 / 福圓美里
正広の母。酒癖と男癖が悪く、家事などは正広任せにしている。彼氏がいるにも関わらずホストクラブでツケで飲みまくった挙句正広のサイフから現金を抜き取ろうとする等問題行動が多く、自分の行動に無頓着だが正広からはそこまで悪い感情は抱かれていない。康介曰く「正広に甘えているだけで案外ちゃんとできるかもしれない」。
牛頭田先生
声 - 浅井慶一郎 / 田島章寛
康介の同僚教師。大柄な体格でアニメ版では常に白目を向いたような状態で描かれている。
櫂出先生
声 - 安井咲希 / 瀬戸麻沙美
康介の同僚の女性教師。
矢橋
声 - 田丸篤志
アニメオリジナルキャラクター。正広の元不良仲間で彼や健介とは中学時代の同級生。境遇が正広と似ていた為、彼に親近感を持っていたが、康介と出会って変わっていく正広に強烈な嫉妬心を向ける。アニメ最終回のエンディングではトオルと共に運送会社で働いている様子が描かれている。

## 制作背景
『ひとりじめボーイフレンド』は、作者のありいが初めて30ページ以上の漫画を執筆した作品であり、同作がありいにとって初の単行本となる。『ひとりじめボーイフレンド』の時点で同作に登場している康介と正広の話が構想されていたため、同作の単行本のおまけ漫画として執筆しようと考えていたが、『ひとりじめマイヒーロー』が制作されることとなった。

## 書誌情報
- ありいめめこ『ひとりじめボーイフレンド』、一迅社〈gateauコミックス〉
2010年11月15日発売[10]、ISBN 978-4-7580-7122-2
- ありいめめこ『ひとりじめマイヒーロー』、一迅社〈gateauコミックス〉、既刊16巻（2025年1月15日現在）
  1. 2012年2月15日発売[11]、ISBN 978-4-7580-7178-9
  2. 2013年7月13日発売[12]、ISBN 978-4-7580-7261-8
  3. 2014年7月30日発売[2][13]、ISBN 978-4-7580-7307-3
    - 限定版A ドラマCD付き（同日発売[14]）、ISBN 978-4-7580-7308-0
    - 限定版B きせかえシール+小冊子付き（同日発売[15]）、ISBN 978-4-7580-7309-7

  4. 2015年4月30日発売[3][16]、ISBN 978-4-7580-7408-7
    - 特装版（同日発売[3][17]）、ISBN 978-4-7580-7409-4

  5. 2016年7月15日発売[18][19]、ISBN 978-4-7580-7524-4
    - 特装版（同日発売[20]）、ISBN 978-4-7580-7525-1

  6. 2017年6月29日発売[21]、ISBN 978-4-7580-7699-9
    - 特装版（同日発売[22]）、ISBN 978-4-7580-7700-2

  7. 2018年1月30日発売[23]、ISBN 978-4-7580-7778-1
    - 特装版（同日発売[24]）、ISBN 978-4-7580-7779-8

  8. 2018年12月28日発売[25]、ISBN 978-4-7580-7887-0
    - 特装版（同日発売[26]）、ISBN 978-4-7580-7888-7

  9. 2019年8月29日発売[27]、ISBN 978-4-7580-7970-9
    - 特装版（同日発売[28]）、ISBN 978-4-7580-7971-6

  10. 2020年7月29日発売[29]、ISBN 978-4-7580-2122-7
    - 特装版（同日発売[30]）、ISBN 978-4-7580-2123-4

  11. 2021年5月31日発売[31]、ISBN 978-4-7580-2233-0
    - 特装版（同日発売[32]）、ISBN 978-4-7580-2234-7

  12. 2021年11月30日発売[33]、ISBN 978-4-7580-2323-8
    - 特装版（同日発売[34]）、ISBN 978-4-7580-2324-5

  13. 2022年6月30日発売[35]、ISBN 978-4-7580-2431-0
    - 特装版（同日発売[36]）、ISBN 978-4-7580-2432-7

  14. 2023年3月30日発売[37]、ISBN 978-4-7580-2510-2
    - 特装版（同日発売[38]）、ISBN 978-4-7580-2511-9

  15. 2024年4月15日発売[39]、ISBN 978-4-7580-2685-7
    - 特装版（同日発売[40]）、ISBN 978-4-7580-2686-4

  16. 2025年1月15日発売[41]、ISBN 978-4-7580-2831-8
    - 特装版（同日発売[42]）、ISBN 978-4-7580-2832-5

### 関連書籍
- ひとりじめマイヒーロー コミックアンソロジー
  - 2017年8月25日発売、ISBN 978-4-7580-0962-1
  - カバー：ありいめめこ
  - イラスト：原野うみ、三星たま
  - 漫画：ありいめめこ、板垣ハコ、かむ、茅島環、喜来ユウ、こいち、炬太郎、彩月つかさ、椎名まうみ、永緒ウカ、はやせれく、藤丘ようこ、望月和臣
- ひとりじめマイヒーロー〜大人も子供も上手にできない〜
  - 2017年9月29日発売、ISBN 978-4-7580-4990-0
  - 著者：きのこまっしゅ。
  - 原作・監修・イラスト：ありいめめこ

## ドラマCD
1. 『ドラマCD ひとりじめボーイフレンド』、2014年9月26日発売[2]、MMCC-3184
2. 『ドラマCD ひとりじめマイヒーロー』、2015年11月6日発売、MMCC-3193
3. 『ドラマCD ひとりじめマイヒーロー2』、2016年8月24日発売[18]、MMCC-3205
4. 『ドラマCD ひとりじめマイヒーロー3』、2017年6月21日発売[43]、MMCC-3214

## テレビアニメ
2017年7月より9月までAT-X・TOKYO MX・BS日テレにて放送された。
2017年7月12日から本作のテレビアニメと東京都の猫カフェMoCHAがコラボレート。作品内に猫が登場することにより、コラボレートが実現している。

### スタッフ
- 原作 - ありいめめこ
- 監督 - ひいろゆきな[6]
- シリーズ構成 - なるせゆうせい
- キャラクターデザイン・総作画監督 - 西野文那
- プロップデザイン - 朱原デーナ
- 色彩設計 - 川上善美
- 美術監督 - 福島孝喜
- 美術設定 - 中村嘉博、田中美紀（第2話 - ）
- 美術 - 石垣プロダクション
- 撮影監督 - 小池真由子
- 撮影 - チップチューン
- 編集 - 武宮むつみ
- 音響監督 - 森下広人
- 音楽 - 妹尾武、田尻光隆
- 音楽制作 - エイベックス・ピクチャーズ
- プロデューサー - 飯泉朝一、西村真紀子、清水美佳、熊澤理恵子、吉本考太郎、岡田直、松村俊輔、角谷はる佳、齋藤宙央、定山敬、石垣毅
- アニメーションプロデューサー - 会川慎吾
- アニメーション制作 - エンカレッジフィルムズ[6]
- 製作 - 「ひとりじめマイヒーロー」製作委員会（エイベックス・ピクチャーズ、一迅社、エー・ティー・エックス、マリン・エンタテインメント、BS日テレ、ドコモ・アニメストア、創通、コンテンツシード、TOKYO MX、エンカレッジフィルムズ、叶音、キュー・テック）

### 主題歌
オープニングテーマ「ハートシグナル」
作詞 - shigeo / 作曲・編曲 - 彦田元気 / 歌 - 羽多野渉
エンディングテーマ「TRUE LOVE」
作詞・作曲 - 藤井フミヤ / 編曲 - TECHNOBOYS PULCRAFT GREEN-FUND
歌（第1話・第6話・第9話・第12話） - 大柴康介（前野智昭）、勢多川正広（増田俊樹）、支倉麻也（立花慎之介）、大柴健介（松岡禎丞）
歌（第2話） - 大柴健介（松岡禎丞）
歌（第3話） - 支倉麻也（立花慎之介）
歌（第4話・第11話） - 勢多川正広（増田俊樹）
歌（第5話・第10話） - 大柴康介（前野智昭）
歌（第7話） - 大柴康介（前野智昭）、勢多川正広（増田俊樹）
歌（第8話） - 支倉麻也（立花慎之介）、大柴健介（松岡禎丞）
藤井フミヤソロシングル曲のカバー。

### 各話リスト
| 話数  | サブタイトル                         | 脚本                                 | 絵コンテ                | 演出              | 作画監督                                                |
| ----- | ------------------------------------ | ------------------------------------ | ----------------------- | ----------------- | ------------------------------------------------------- |
| ep.01 | はじまりは、いつも教えてもらえない。 | なるせゆうせい 藤丸悠理              | ひいろゆきな 島崎奈々子 | 島崎奈々子        | 森悦史 古賀美裕紀 朱原デーナ 石田啓一                   |
| ep.02 | ぐるぐる毎日、だけどもっと。         | なるせゆうせい 藤丸悠理 ひいろゆきな | そかべたかこ            | 粟井重紀          | 佐藤元 清水勝裕 山田太郎 粟井重紀                       |
| ep.03 | それは、ちいさなちいさな光のように。 | 赤尾でこ                             | 島崎奈々子              | 板庇迪            | 石田啓一 森悦史 寒川歩 鷲田敏弥                         |
| ep.04 | 予感は、くゆる煙にかくれてる。       | ハラダサヤカ                         | きみやしげる            | きみやしげる      | 東美帆 野田智弘                                         |
| ep.05 | 愛するに足る、存在。                 | なるせゆうせい 藤丸悠理 ひいろゆきな | 栗井重紀                | 栗井重紀          | 小笠原憂 山田太郎 松下純子 大河原晴男 粟井重紀          |
| ep.06 | 救世主よ、自由であれ。               | 太田ぐいや                           | 飯田崇                  | 中村近世          | 大庭小枝 服部一郎 宇都木勇 鈴木輪流郎                   |
| ep.07 | 男子高校生、吠える。                 | 杉浦理史                             | 直谷たかし              | 島崎奈々子        | 大倉雅彦 日下岳史 森悦史 三輪えり子 浅田真理 寒川歩     |
| ep.08 | とめどない気持ち、背中を押して。     | なるせゆうせい 藤丸悠理              | 粟井重紀                | 板庇迪            | 川村敏江 園田大勢 杉本幸子 岩崎亮 北條直明 細田沙織     |
| ep.09 | この想いの、向かう先。               | 赤尾でこ                             | 山崎雄太                | 栗井重紀          | 佐藤元 小笠原優 清水勝裕 山田太郎                       |
| ep.10 | 幸せって、こんなに苦しい。           | ハラダサヤカ                         | 福田道生                | 西島圭祐 湖山禎崇 | 野口征恒                                                |
| ep.11 | だから、ただ笑っていてほしい。       | 太田ぐいや                           | ひいろゆきな 島崎奈々子 | 島崎奈々子 板庇迪 | 鷲田敏弥 田守優希 追崎史敏 河島久美子 三輪えり子 森悦史 |
| ep.12 | 世界で1番、やさしい場所。            | なるせゆうせい 藤丸悠理              | 吉田りさこ              | 吉田りさこ        | 大倉雅彦 日下岳史 森悦史 野口征恒 追崎史敏              |

### 放送局
| 放送期間                | 放送時間                     | 放送局   | 対象地域 | 備考                                 |
| ----------------------- | ---------------------------- | -------- | -------- | ------------------------------------ |
| 2017年7月8日 - 9月23日  | 土曜 23:30 - 日曜 0:00       | AT-X     | 日本全域 | 製作参加 / CS放送 / リピート放送あり |
| 2017年7月9日 - 9月24日  | 日曜 1:30 - 2:00（土曜深夜） | TOKYO MX | 東京都   | 製作参加                             |
| 2017年7月11日 - 9月26日 | 火曜 1:30 - 2:00（月曜深夜） | BS日テレ | 日本全域 | 製作参加 / BS放送                    |

| 配信開始日    | 配信時間        | 配信サイト    |
| ------------- | --------------- | ------------- |
| 2017年7月11日 | 火曜 12:00 更新 | dアニメストア |
| 不明          | 不明            | dTV           |

### BD / DVD
| 巻 | 発売日         | 収録話          | 規格品番   | 規格品番   |
| 巻 | 発売日         | 収録話          | BD         | DVD        |
| -- | -------------- | --------------- | ---------- | ---------- |
| 1  | 2017年9月22日  | 第1話 - 第2話   | EYXA-11524 | EYBA-11523 |
| 2  | 2017年10月27日 | 第3話 - 第4話   | EYXA-11526 | EYBA-11525 |
| 3  | 2017年11月24日 | 第5話 - 第6話   | EYXA-11528 | EYBA-11527 |
| 4  | 2017年12月22日 | 第7話 - 第8話   | EYXA-11530 | EYBA-11529 |
| 5  | 2018年1月26日  | 第9話 - 第10話  | EYXA-11532 | EYBA-11531 |
| 6  | 2018年2月23日  | 第11話 - 第12話 | EYXA-11534 | EYBA-11533 |